# Jüdische Arbeiterkolonie Weißensee
Koordinaten: 52° 32′ 43″ N, 13° 27′ 42″ O

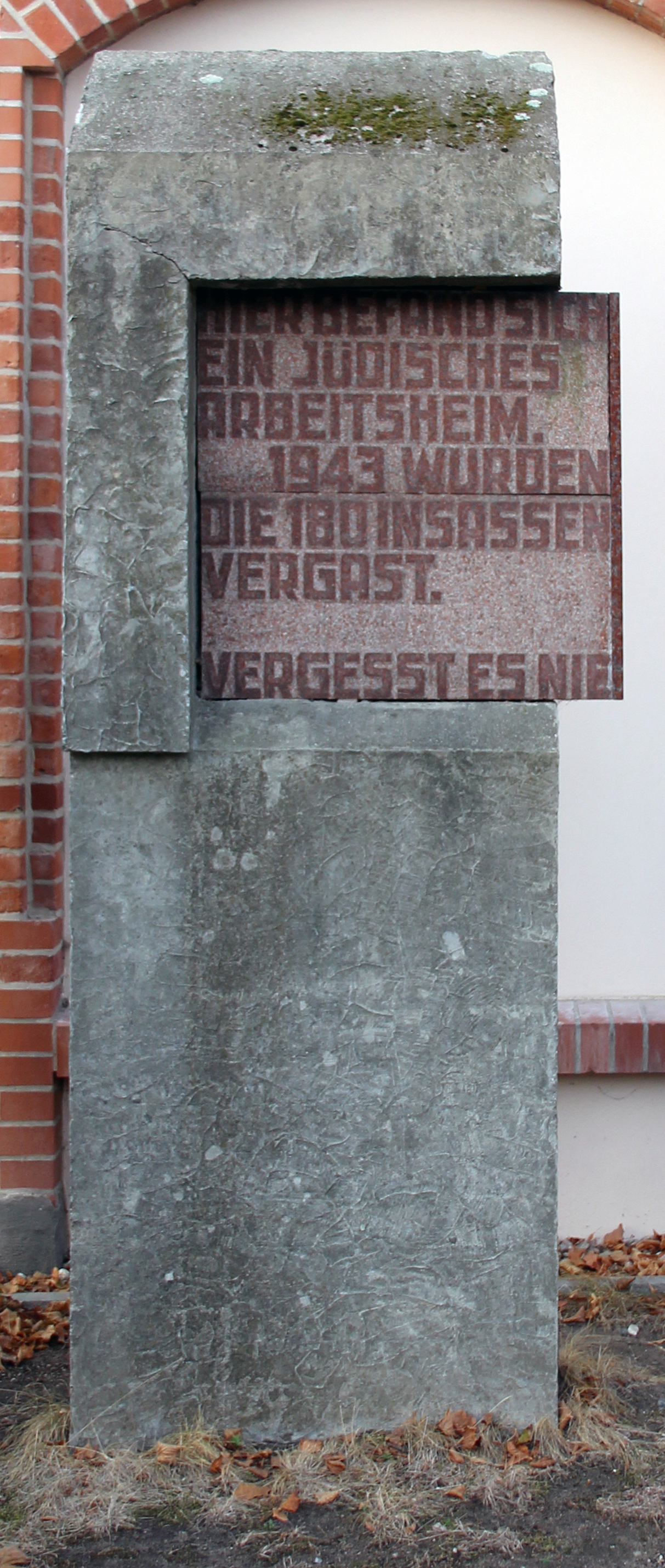
Gedenktafel am Haus, Smetanastraße 53, in Berlin-Weißensee

Die Jüdische Arbeiterkolonie Weißensee war eine Arbeiterkolonie, die 1902 in der Wörthstraße (heute: Smetanastraße) im heutigen Berliner Ortsteil Weißensee eröffnet wurde. Sie war zu diesem Zeitpunkt die erste jüdische Arbeiterkolonie in Deutschland.

## Geschichte
Am 22. Oktober 1899 ist in Frankfurt ein Südwestdeutscher Verband israelitischer Hilfsvereine gegründet worden (mit u. a. Charles Hallgarten), der die Richtung vorgab. Der Kommission zur Bekämpfung der Wanderbettelei für jüdische Vaganten ist es am 31. Oktober 1899 gelungen, von Herrn Oberamtmann Ludwig J. Meyer die schenkungsweise Überlassung eines Terrains von circa 5 Morgen in Weißensee bei Berlin zu erhalten. Die Bedingung ist, dass die Jewish Colonisation Association 150 tausend Mark für den Bau und zur Einrichtung zur Verfügung stellt. Als notwendig wird ferner die Eröffnung von Bureaux für Arbeitsnachweis in Hamburg und Polen erachtet.
Initiator der Einrichtung war der Deutsch-Israelitische Gemeindebund. Das Gebäude wurde 1900–1901 von den Architekten Johann Hoeniger und Jakob Sedelmeier entworfen.
Die Nutzung des Gebäudes als Arbeiterkolonie wurde 1922 eingestellt. Ab 1923 wurde das Hauptgebäude als „Dauerheim für jüdische Schwachsinnige“ genutzt, nämlich für erwachsene Behinderte, die aus der „Israelitischen Erziehungsanstalt für geistig zurückgebliebene Kinder in Beelitz“ entlassen worden waren. 1935 wurde zusätzlich ein Mädchenheim eingerichtet.
Im April 1942 wurden die ersten Bewohner des Heims in das Zwangsarbeitslager Trawniki deportiert, im Oktober die letzten.
In der DDR diente das Haus als Verwaltungsgebäude.
Um 1980 wurde im Innenhof eine von Josef Höhn gestaltete Stele zur Erinnerung an die Deportationen angebracht.
Heute steht das Gebäude unter Denkmalschutz und in dem Gebäude befinden sich Eigentumswohnungen.